# Koteże
Koteże – wieś kociewska w Polsce na Pojezierzu Starogardzkim położona w województwie pomorskim, w powiecie starogardzkim, w gminie Starogard Gdański na południe od Starogardu Gdańskiego.
W latach 1975–1998 miejscowość położona była na terenie ówczesnego województwa gdańskiego.

## Zabytki
Według rejestru zabytków Narodowego Instytutu Dziedzictwa na listę zabytków wpisany jest drewniany spichrz wybudowany w 1867 roku, przeniesiony z Dzierzążni, nr rej.: A-1920 z 8.06.1980 (dec. Dzierzążnia, zagroda nr 46).
Spichlerz wzniesiono w konstrukcji zrębowej, na planie prostokąta z czterospadowym dachem i jednym centralnym wejściem.